# مهلت گالیپولی
مهلت گالیپولی (Deadline Gallipoli) یک مینی سریال درام تلویزیونی استرالیا به تهیه‌کنندگی، جان شوارتز است که برای اولین بار در تاریخ ۱۹ و ۲۰ آوریل ۲۰۱۵ در کانال Foxtel نمایش داده شد.
این سریال دو قسمتی به بررسی نبرد گالیپولی از دیدگاه خبرنگاران جنگ الیس آشمد- بارتلت، چارلز بین، کیت مرداک و فیلیپ شولر می‌پردازد.

## بازیگران
- جول جکسون به عنوان چارلز بین
- سم ورثینگتون به عنوان فیلیپ شولر
- هیو دنسی به عنوان الیس اَشمید بارتلِت
- یوئن لسلی به عنوان کیث مرداک
- چارلز دنس به عنوان ژنرال ایان استندیش مونتیه همیلتون
- ریچل گریفیتس به عنوان بانو همیلتون
- آنا تورو به عنوان بانو چرچیل
- جسیکا دیگو به عنوان ورا گرنت
- جیمز فریزر به عنوان بازلی
- لورنس بوکسال به عنوان جیمی پارادایس
- لوک فورد به عنوان چارلی هادسون
- برایان براون به عنوان ژنرال بریدجز
- دنیل وایلی به عنوان کاپیتان فرانک الیوت
- جان بل به عنوان لرد هربرت کیچنر
- ها هیگینسن به عنوان ژنرال بردوود
- رابرت رابایا به عنوان مهمت
- نیک پلومس به عنوان میشائیلیس
- جاستین اسمیت به عنوان لستر لارنس

## جوایز
| جایزه             | دسته‌بندی                                | موضوع         | نتیجه    |
| ----------------- | --------------------------------------- | ------------- | -------- |
| پنجمین جایزه اکتا | بهترین کارگردانی در تلویزیون            | مایکل ریمر    | نامزدشده |
| پنجمین جایزه اکتا | بهترین بازیگر نقش اول زن درام تلویزیونی | جول جکسون     | نامزدشده |
| پنجمین جایزه اکتا | بهترین فیلمنامه در تلویزیون             | شان گرنت      | نامزدشده |
| پنجمین جایزه اکتا | بهترین فیلمنامه در تلویزیون             | ژاکلین پرسکه  | نامزدشده |
| پنجمین جایزه اکتا | بهترین فیلمبرداری در تلویزیون           | جفری حال      | برنده    |
| پنجمین جایزه اکتا | بهترین ویرایش در تلویزیون               | دانی کوپر     | نامزدشده |
| پنجمین جایزه اکتا | بهترین صدا در تلویزیون                  | جاستسن اگنوس  | برنده    |
| پنجمین جایزه اکتا | بهترین صدا در تلویزیون                  | جف داگج       | برنده    |
| پنجمین جایزه اکتا | بهترین صدا در تلویزیون                  | دس کینالی     | برنده    |
| پنجمین جایزه اکتا | بهترین صدا در تلویزیون                  | رابرت مک کنزی | برنده    |
| پنجمین جایزه اکتا | بهترین صدا در تلویزیون                  | لیام پرایس    | برنده    |
| پنجمین جایزه اکتا | بهترین صدا در تلویزیون                  | جان سیمپسون   | برنده    |
| پنجمین جایزه اکتا | بهترین امتیاز موسیقی اصلی در تلویزیون   | دیوید بریدی   | نامزدشده |
| پنجمین جایزه اکتا | بهترین طراحی تولید در تلویزیون          | پیت بکستر     | نامزدشده |